# Nandopsis tetracanthus
Espèce
Synonymes
- Acara adspersa Günther, 1862[2]
- Acara cubensis Heckel, 1864[2]
- Centrarchus tetracanthus Valenciennes, 1831[2]
- Chromis fuscomaculatus Guichenot, 1853[2]
- Cichlasoma tetracanthus (Valenciennes, 1831)[2]
- Heros nigricans Eigenmann, 1903[2]
- Heros tetracanthus cinctus Eigenmann, 1903[2]
- Heros tetracanthus griseus Eigenmann, 1903[2]
- Heros tetracanthus latus Eigenmann, 1903[2]
- Heros tetracanthus torralbasi Eigenmann, 1903[2]

Nandopsis tetracanthus est une espèce de poissons d'eau douce et saumâtre de la famille des  Cichlidae et endémique de Cuba.

## Systématique
L'espèce Nandopsis tetracanthus a été initialement décrite en 1831 par le zoologiste français Achille Valenciennes (1794-1865) sous le protonyme de Centrarchus tetracanthus.

## Répartition
Nandopsis tetracanthus n'est présent qu'à Cuba dans les eaux douces ou saumâtres.

## Description
Nandopsis tetracanthus peut mesurer jusqu'à 20 cm. Ce poisson se nourrit de vers, de petits poissons, de crevettes et d'espèces aquatiques.

## Nandopsis tetracanthuset l'Homme
Nandopsis tetracanthus est une espèce proposée en animalerie aquariophile.